# Mariano Rampolla
Mariano Rampolla del Tindaro (Polizzi Generosa, 17 de agosto de 1843 — Roma, 16 de dezembro de 1913) foi um cardeal da Igreja Católica. Serviu como secretário de Estado da Santa Sé do Papa Leão XIII (1887-1903), sendo sucedido por Rafael Merry del Val. No Conclave de 1903 recebeu o "veto" (jus exclusivae) do imperador austro-húngaro Francisco José I à sua elegibilidade como papa. Esta foi última vez que um governante exerceu o direito veto em conclave da Igreja Católica.

## Início da vida
Nascido em Polizzi Generosa, Sicília, Rampolla era filho de Ignazio Rampolla, Conde de Tindaro, e de sua esposa, Orsola Errante.
Rampolla entrou no Seminário Vaticano em 1856 e em 1861 continuou seus estudos no Almo Collegio Capranica e na Pontifícia Universidade Gregoriana. Tendo demonstrado um conhecimento considerável em assuntos orientais, ele foi enviado para a Pontifícia Academia Eclesiástica como preparação para o serviço na Cúria Romana .
Em 1866, Rampolla foi ordenado sacerdote. Obteve o doutorado in utroque iure (Direito Canônico e Direito Civil) em 1870. Em 1874 foi nomeado Cônego da Basílica de Santa Maria Maior. Em 1875, foi enviado à Espanha como Auditor da Nunciatura papal. Em 1877 foi nomeado Secretário para os Assuntos Orientais da Congregação para a Evangelização dos Povos. No ano seguinte, foi nomeado Protonotário Apostólico de Numero Participantium, o posto mais alto de monsenhor. Em 1880 foi nomeado Secretário da Congregação para a Evangelização dos Povos, o escritório do Vaticano que lida com áreas do mundo em que não há uma hierarquia regularmente constituída de bispos. Em seguida, Rampolla foi nomeado também secretário da Congregação para os Assuntos Eclesiásticos Extraordinários, a subseção da Secretaria de Estado que trata das relações exteriores da Santa Sé.
Em 1º de dezembro de 1882, Rampolla foi nomeado arcebispo titular de Heraclea na Europa e, em 8 de dezembro de 1882, foi consagrado bispo pelo cardeal Edward Henry Howard. Isso foi uma preparação para sua nomeação como Núncio Apostólico na Espanha , que ocorreu em 19 de dezembro de 1882.

## Cardeal
No consistório de 14 de março de 1887, o Papa Leão XIII nomeou Rampolla del Tindaro Cardeal-Sacerdote e, em 26 de maio, atribuiu-lhe a igreja titular de Santa Cecília . Em 2 de junho foi nomeado Cardeal Secretário de Estado. Neste cargo, como o fizera anteriormente na Espanha, Rampolla contratou Giacomo della Chiesa, o futuro Bento XV, como seu secretário.
Em 21 de março de 1894, o Papa Leão XIII nomeou o Cardeal Rampolla Arcipreste da Basílica de São Pedro.
Como secretário de Estado, o cardeal Rampolla apoiou o Partido Social Cristão Austríaco , liderado por Karl Lueger, que já foi prefeito de Viena (1897–1910). Lueger assumiu o cargo com a desaprovação do imperador Franz Joseph por meio da intervenção pessoal de Leão XIII. O Partido Social Cristão de Lueger foi o primeiro movimento social católico antiliberal e antissemita. Rampolla começou a mudar a política papal de apoio à Áustria para apoio à França, inimiga da Áustria. Na Itália, ele se opôs a todos os governos que assumiram o cargo, alegando que não havia nada a perder e talvez algo a ganhar, especialmente no cenário internacional.  Ele lutou pela restauração do controle do papa sobre o antigo Estados papais e lutou contra novos códigos penais que visavam criminalizar a atividade clerical. Rampolla expressou sua opinião de que o público francês era obrigado a apoiar o primeiro-ministro francês Jules Méline no auge do Caso Dreyfus. 

## Conclave de 1903
Quando Leão XIII morreu em 1903, era amplamente esperado que Rampolla fosse eleito papa. Sua candidatura ganhou força até o último momento, quando o imperador austríaco Francisco José I impôs o veto jus exclusivae durante o conclave.  O cardeal Jan Maurycy Pawel Puzyna de Kosielsko, príncipe-arcebispo de Cracóvia , expressou o veto em nome do imperador austríaco. Rampolla teria recebido votos suficientes para vencer.
O secretário do Conclave, o arcebispo Rafael Merry del Val, informou mais tarde que o cardeal Puzyna de Kosielsko veio vê-lo, exigindo anunciar seu veto contra o cardeal Rampolla em nome de Franz Joseph. Merry Del Val protestou e recusou-se até a aceitar o documento. Rampolla, de acordo com Merry del Val, na verdade ganhou votos após o veto. No entanto, Merry del Val disse mais tarde a Ludwig von Pastor que achava improvável que Rampolla vencesse, já que a maioria dos cardeais queria uma direção mais conservadora após o pontificado relativamente liberal do Papa Leão XIII , assim como ele próprio.
As razões específicas para a oposição da Áustria a Rampolla não são claras. O veto pode ter sido baseado nas posições pró-francesas adotadas por Rampolla, que se refletiram nas políticas de Leão XIII. Parte da solução da Santa Sé envolvendo a República Francesa foi a tentativa de reconciliar os católicos franceses com o governo republicano de sua nação via laïcité . Isso foi um anátema para os poderosos ultramontanos. Outros alegaram que a Áustria estava agindo, por razões não especificadas, em nome do governo da Itália através da intervenção do Ministro de Estado, ou que a Áustria estava agindo em nome da Alemanha.
Enquanto alguns prelados protestaram formalmente contra essa intrusão após a votação, os cardeais ultramontanistas prontamente reconheceram o direito legal existente do imperador. O apoio a Rampolla se dissipou, levando à eleição de Giuseppe Sarto como Papa Pio X. A abolição do direito de veto foi um de seus primeiros atos oficiais, em 20 de janeiro de 1904. 

### Anos posteriores
Pio X escolheu Rafael Merry del Val para suceder Rampolla como Secretário de Estado. Rampolla permaneceu arqui-sacerdote de São Pedro.  Entre 1908 e sua morte em 1913, Rampolla serviu como secretário (então chefe) da Congregação para a Doutrina da Fé. Em 1912, o Papa Pio X nomeou Rampolla Arquivista e Bibliotecário da Santa Igreja Romana , cargo que ocupou até sua morte. Ele continuou a ser visto como um provável sucessor do Papa Pio X no caso da morte do pontífice.
Rampolla morreu repentinamente em Roma em 16 de dezembro de 1913 aos setenta anos, alguns meses antes da morte do papa em agosto de 1914.  Ele foi enterrado no Cemitério Campo Verano perto da Basílica de San Lorenzo fuori le Mura. Seu amigo e colaborador mais próximo, Giacomo della Chiesa, que logo sucedeu Pio X como Papa Bento XV, presidiu suas cerimônias fúnebres. Em 19 de junho de 1929, doze dias após o Parlamento italiano ter ratificado o Tratado de Latrão, o corpo do cardeal Rampolla foi transferido para Santa Cecilia in Trastevere .